# Kuldip Singh Gosal
Kuldip Singh Gosal (ur. 23 czerwca 1946 w Dźalandharze) – hongkoński i kanadyjski hokeista na trawie pochodzenia indyjskiego, uczestnik igrzysk olimpijskich w 1964 oraz w 1976 roku. 

## Życiorys
Urodził się w ówczesnych Indiach Brytyjskich, jednak uczęszczał do szkół w Hongkongu: Sir Ellis Kadoorie School, Queen's College i Northcote College of Education. 
Hokejem interesował się w czasach szkolnych; od 1962 do 1966 był kapitanem drużyny w koledżu. Grał też w hongkońskich klubach Nav Bharat Club, Prison's Club i Recreio Club. W reprezentacji Hongkongu zadebiutował w 1964. Na igrzyskach w Tokio Singh Gosal grał jako lewo- i prawoskrzydłowy i reprezentował Hongkong we wszystkich siedmiu spotkaniach. Sześć meczów hongkońscy hokeiści przegrali, tylko jeden zremisowali (1–1 z Niemcami). W meczu z Kanadyjczykami Singh strzelił swojego jedynego gola na turnieju (mecz zakończył się wynikiem 1–2). Hokeiści z „pachnącego portu” zajęli ostatnie miejsce w swojej grupie i jako jedyna drużyna na turnieju nie odnieśli zwycięstwa; w klasyfikacji końcowej zajęli ostatnie 15. miejsce. 
Singh Gosal był w składzie Hongkongu na Igrzyskach Azjatyckich 1966 w Bangkoku, na których drużyna ta zajęła przedostatnie siódme miejsce (zwycięstwo tylko z Tajami). Był kapitanem drużyny narodowej od 1967 do 1969. Ostatni jego międzynarodowy mecz w barwach Hongkongu miał miejsce w 1969. Łącznie wystąpił w 25 spotkaniach, w których strzelił siedem goli. 
W pierwszych dniach września 1969 wyemigrował do Kanady, gdzie ukończył studia na Uniwersytecie McGilla w Montrealu. W swojej nowej ojczyźnie występował w Ambassador's Club, Montreal United Club i Hull-Ottawa Club (wszystkie to kluby montrealskie). Był kapitanem drużyn klubowych (1970–1972) oraz prowincjonalnych (1970, 1973, 1979, 1985). W 1970 i 1973 był grającym trenerem, ponadto prowadził żeńskie ekipy prowincjonalne (1971, 1977). W drużynie narodowej zadebiutował w 1975. W tymże sezonie wystąpił w igrzyskach panamerykańskich, na których wraz z drużyną zdobył srebrny medal.
W 1976 wystąpił z drużyną kanadyjską na Letnich Igrzyskach Olimpijskich 1976. Zagrał w trzech z sześciu spotkań. Jego drużyna wygrała tylko jeden mecz i zajęła przedostatnie miejsce w turnieju (10.). Singh Gosal gola nie strzelił.
Singh Gosal grał w kadrze kanadyjskiej tylko w 1975 i 1976. Rozegrał jednak aż 25 spotkań, w których strzelił pięć goli. Od 1972 do 2008 był nauczycielem wychowania fizycznego w Thorndale School w Montrealu.